# Keh
Keh is een bestuurslaag in het regentschap Aceh Utara van de provincie Atjeh, Indonesië. Keh telt 420 inwoners (volkstelling 2010).